# Ferrari Monza SP
Den här artikeln handlar om den moderna sportbilen. För 1950-talets sportvagn med samma namn, se Ferrari Monza.

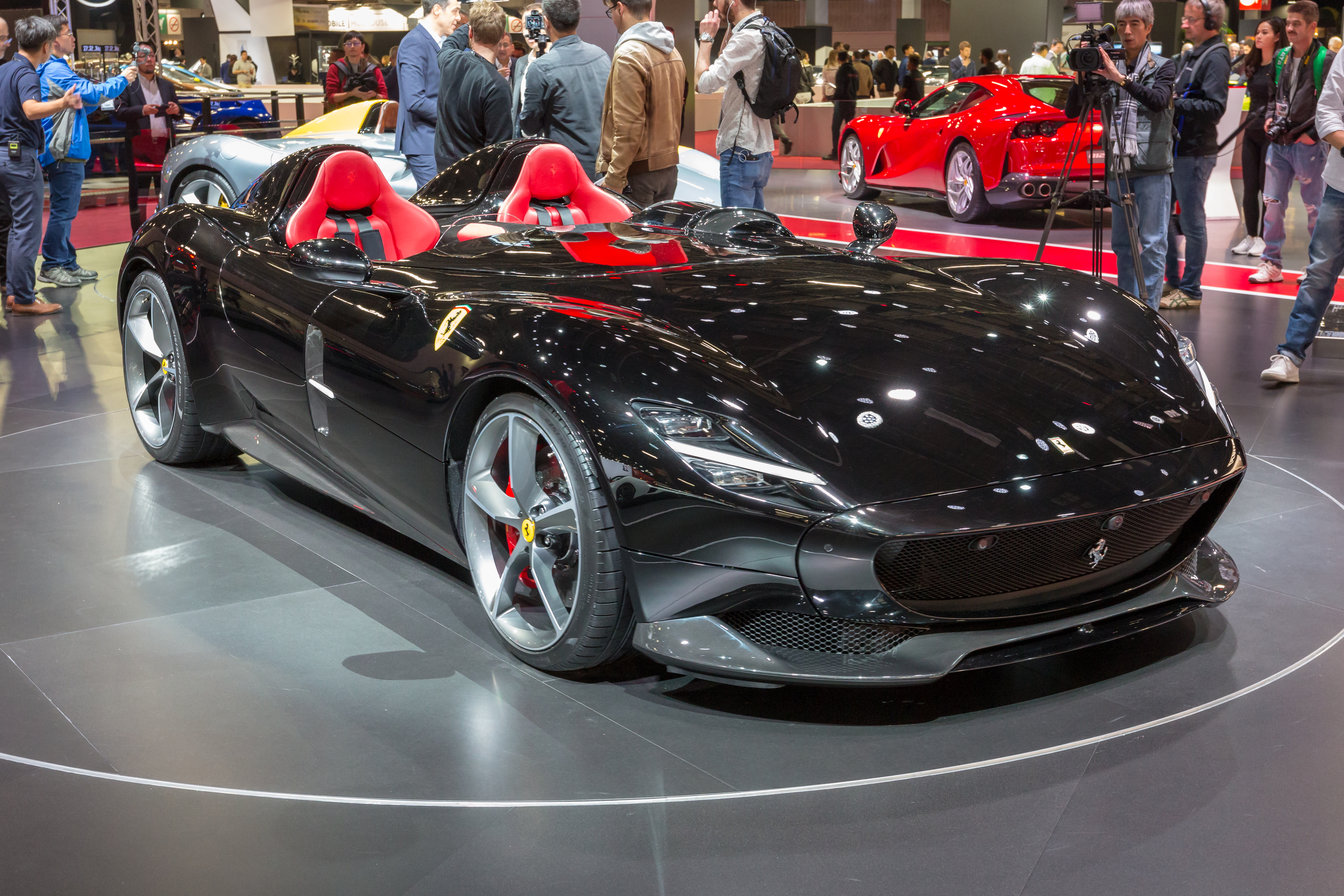
Den tvåsitsiga Ferrari Monza SP2.

Ferrari Monza SP1 (ensitsig) och SP2 (tvåsitsig) är en sportbil från den italienska biltillverkaren Ferrari, baserad på 812 Superfast. Bilen introducerades på bilmässan i Paris i oktober 2018.
Bilen har en helt öppen kaross utan tak, vindruta och sidorutor. Istället har den en ”virtuell vindruta” som ska styra bort luftflödet från sittbrunnen. Chassit är vidareutvecklat från Superfast-modellen medan den nya karossen är byggd i kolfiber. Bilen ska byggas i färre än 500 exemplar som ska säljas till ”kvalificerade kunder”.

## Tekniska data
| Tekniska data                  | Ferrari Monza SP                                                      |
| ------------------------------ | --------------------------------------------------------------------- |
| Motor:                         | 12-cylindrig 65° V-motor                                              |
| Cylindervolym:                 | 6496 cm³                                                              |
| Borrning x slaglängd:          | 94,0x78,0 mm                                                          |
| Max effekt vid varvtal:        | 810 hk vid 8 500 v/min                                                |
| Max vridmoment vid varvtal:    | 719 Nm vid 7 000 v/min                                                |
| Kompression:                   | 13,6:1                                                                |
| Ventilstyrning:                | Dubbla överliggande kamaxlar per cylinderrad, 4 ventiler per cylinder |
| Bränslesystem:                 | Direktinsprutning                                                     |
| Växellåda:                     | 7-växlad växellåda med dubbelkoppling                                 |
| Bromsar:                       | Keramiska skivbromsar                                                 |
| Däck:                          | Fram: 275/30 ZR21 Bak: 315/30 ZR21                                    |
| Hjulbas:                       | 2720 mm                                                               |
| L x B x H:                     | 4657 x 1996 x 1155 mm                                                 |
| Torrvikt:                      | 1500 kg                                                               |
| Acceleration 0 - 100 km/h:     | 2,9 s                                                                 |
| Acceleration 0 - 200 km/h:     | 7,9 s                                                                 |
| Topphastighet:                 | >300 km/h                                                             |
| Bränsleförbrukning per 100 km: | 16,1 l                                                                |
| CO2-utsläpp per km:            | 366 g                                                                 |